# Giustizierato di Basilicata
La Basilicata fu un'unità amministrativa, prima del Regno di Sicilia, poi del Regno di Napoli e, infine, del Regno delle Due Sicilie.

## Storia
Corrispondente solo in parte all'antica Lucania, il giustizierato comprendeva all'incirca il territorio delle attuali province di Potenza e Matera, ma con importanti variazioni di confine (ad esempio, Brienza e la stessa Matera erano originariamente escluse; viceversa, erano incluse Spinazzola e Rocca Imperiale). Unitamente ai giustizierati di Capitanata e Apulia (quest'ultimo poi suddiviso in Terra di Bari e Terra d'Otranto) faceva capo alla curia generale di Gravina.
La Basilicata fu una delle province napoletane più difficili da controllare: retaggio dell'antica dominazione normanna, era focolaio di molte rivolte feudali, fra cui la celebre congiura dei baroni. Per tali ragioni nei suoi territori non fu per lungo tempo possibile insediare delle istituzioni civili e burocratiche; la sede delle udienze e dei giustizieri era itinerante e malvista dalla nobilità locale.
Con il periodo aragonese e vicereale spagnolo al giustizierato si sostituisce, con funzioni sia giurisdizionali che amministrative, la regia udienza. La Basilicata nel periodo vicereale spagnolo dipende amministrativamente dalla Regia udienza di Principato Citra, con sede a Salerno. Il preside veniva rappresentato in Basilicata da un governatore. Le difficoltà insite nel controllo di un territorio così vasto e di difficile accesso rendevano urgente la questione dell'istituzione di una regia udienza localmente, tuttavia solamente nel 1642 dopo un lungo iter burocratico tra le autorità del viceregno e quelle di Madrid, si realizza l'istituzione della Regia udienza provinciale di Basilicata. Nel periodo compreso tra il 1642 ed il 1663 la regia udienza non ha sede stabile, risiedendo a Stigliano, Montepeloso (l'attuale Irsina), poi a Potenza, nuovamente a Montepeloso, per poi ritornare ancora a Potenza e, infine, stabilirsi per brevi periodi a Tolve, Tursi e Vignola (l'attuale Pignola).
L'intento di porre la sede della regia udienza nella città di Potenza, centro principale della Basilicata, viene aspramente avversato dai feudatari del luogo, i Loffredo, che vi percepivano una minaccia alle loro prerogative baronali.
Solamente nel 1663 la regia udienza trovò sede stabile nella città di Matera. Il centro abitato venne scorporato dalla Terra d'Otranto al quale apparteneva e inglobato nella provincia di Basilicata. Tale assetto amministrativo rimase inalterato durante il periodo vicereale spagnolo, la dominazione austriaca e il periodo borbonico (nonostante la proposta del Tanucci di spostare a Potenza la capitale della provincia, accantonata per opposizione di Carlo Loffredo, II principe di Migliano). Matera rimase sede di udienza sino al 1806, anno nel quale tale organo amministrativo venne soppresso nell'ambito della riorganizzazione  amministrativa del regno di Napoli con la quale venne istituita l'Intendenza di Basilicata, con Potenza quale capitale amministrativa della stessa.

## Riforma amministrativa
Nel 1806, con la legge 132 Sulla divisione ed amministrazione delle province del Regno, varata l'8 agosto, da Giuseppe Bonaparte, la ripartizione territoriale del Regno di Napoli venne riformata sulla base del modello francese e fu soppresso il sistema feudale. Negli anni successivi (tra il 1806 e il 1811), una serie di regi decreti completò il percorso d'istituzione delle nuove province con la specifica dei comuni che in esse rientravano e la definizione dei limiti territoriali e delle denominazioni di distretti e circondari in cui ciascuna provincia veniva suddivisa. La provincia di Basilicata fu suddivisa nei distretti di Potenza (sede anche dell'Intendenza e capoluogo amministrativo, in luogo di Matera), Matera e Lagonegro.
Dal 1º gennaio 1817, l'organizzazione amministrativa venne definitivamente regolamentata con la Legge riguardante la circoscrizione amministrativa delle Provincie dei Reali Domini di qua del Faro, promulgata il 1º maggio 1816. Nello stesso anno, fu istituito anche il distretto di Melfi.
La sede degli organi amministrativi era ubicata a Potenza, nell'ex convento di San Francesco, attuale sede della provincia.

### Suddivisione amministrativa
La provincia era suddivisa in successivi livelli amministrativi gerarchicamente dipendenti dal precedente. Al livello immediatamente successivo alla provincia si individuavano i distretti che, a loro volta, erano suddivisi in circondari. Questi ultimi erano costituiti dai comuni, l'unità di base della struttura politico–amministrativa dello stato moderno, ai quali potevano far capo i villaggi, centri a carattere prevalentemente rurale.
La provincia comprendeva i seguenti distretti:
- Distretto di Potenza istituito nel 1806
- Distretto di Lagonegro istituito nel 1806
- Distretto di Matera istituito nel 1806
- Distretto di Melfi istituito nel 1816

I distretti erano suddivisi complessivamente in 42 circondari.

### Popolazione
Nel 1832 il distretto più popoloso era quello di Potenza con 142 212 abitanti, seguito da quello di Lagonegro con 111 532, da quello di Melfi con 89 864 e infine da quello di Matera con 88 261.